# Suðvesturkjördæmi

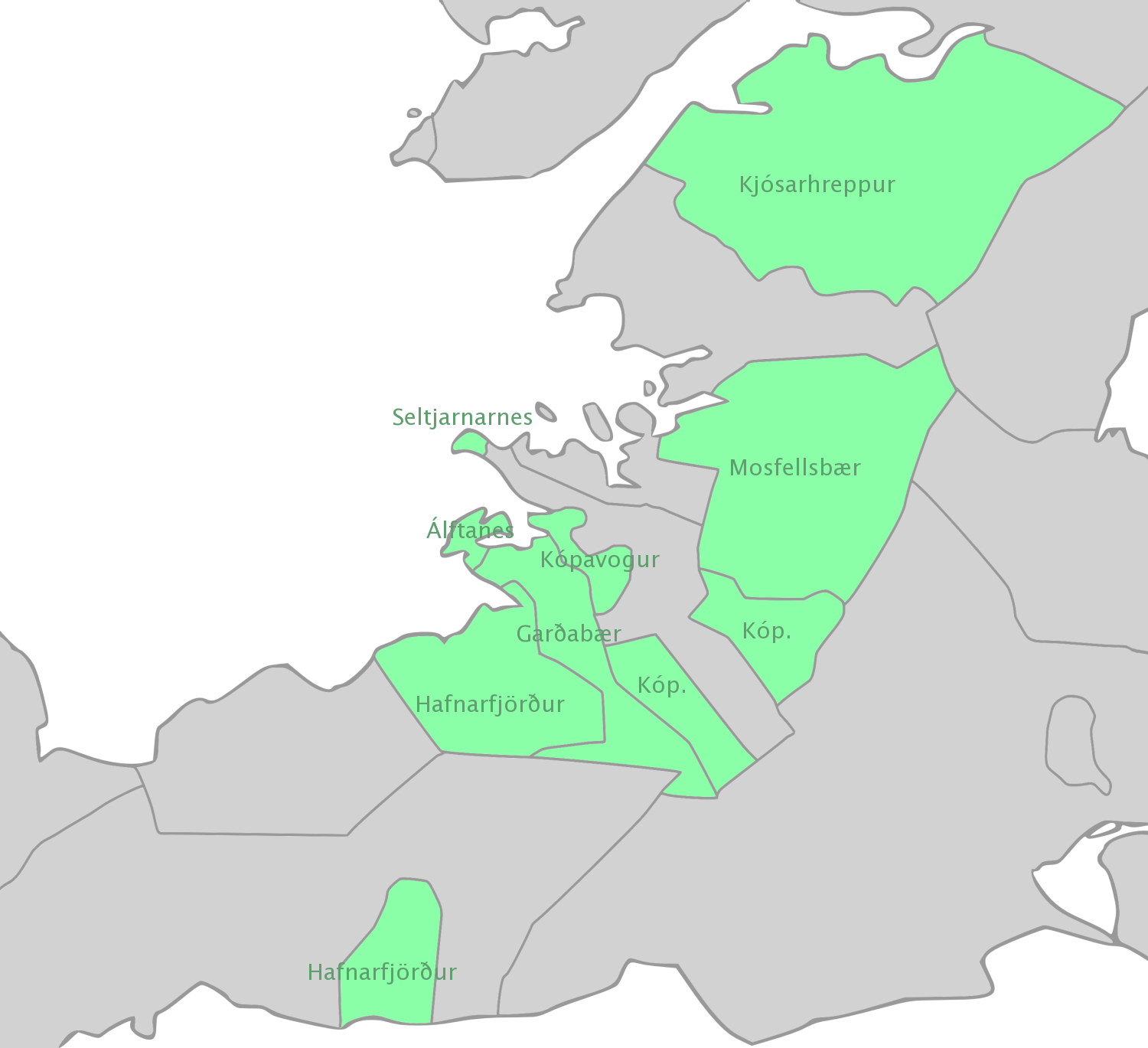
Suðvesturkjördæmi

Suðvesturkjördæmi (Südwestlicher Wahlkreis) ist seit 2003 einer der sechs Wahlkreise in Island.
Zwölf Abgeordnete vertreten im Alþingi die 78.460 Wahlberechtigten (Stand 2007) aus den sieben Gemeinden rund um die Hauptstadt Reykjavík.
Zum Wahlkreis gehören die Gemeinden Hafnarfjörður, Garðabær, Álftanes, Kópavogur, Seltjarnarnes, Mosfellsbær und Kjósarhreppur.